# Маэр, Кэйтлин Эшли
Кейтлин Эшли Маэр (англ. Kaitlyn Ashley Maher; род. 10 января 2004, Нови, Мичиган) — американская певица

 и актриса

.

## Биография
Кейтлин Маэр родилась 10 января 2004 года в городе Нови, округ Окленд, штат Мичиган, США). Выросла в Ашберне, штат Виргиния.
Известна тем, что стала самой молодой финалисткой топ-10 конкурса «America’s Got Talent», а также своими ролями в таких фильмах, как «В поисках Санта-лап», «Санта-лапы 2», «Свободные птицы», серии «PupStar»; а также участием в телевизионных шоу, таких как «Игры Гудвина» на канале FOX и «Мак и Мокси» на канале PBS. Она является первым в истории молодежным послом глобальной некоммерческой организации «Compassion International», а также национальным чемпионом по дебатам, автором песен.
В 2008 году в возрасте 4 лет Маэр появилась в третьем сезоне шоу America’s Got Talent и на прослушивании спела «Somewhere Out There». Она вошла в десятку лучших в третьем сезоне AGT и стала самым молодым человеком, когда-либо достигшим этого уровня.
Маэр продолжает писать и выпускать музыку для своих социальных сетей, в том числе свою недавнюю вдохновляющую песню «World Without You», написанную ею самостоятельно, которая была выпущена в 2020 году и набрала десятки тысяч просмотров на YouTube. Помимо международных гастролей (в том числе по Китаю, Канаде и Израилю), Маэр побывала в Гане, Гондурасе, Замбии, Зимбабве, Мадагаскаре, Южной Африке и Малави, чтобы участвовать в гуманитарной работе вместе с партнерами из местного сообщества в бедных районах.
Когда она не выступает профессионально, она поёт в своей церковной группе.